# La Présidente (pièce de théâtre)
Pour les articles homonymes, voir La Présidente.
La Présidente est une pièce de théâtre écrite par Maurice Hennequin et Pierre Veber en 1913, dont l'adaptation de Jean Poiret de 1988 est la plus représentée.

## Fiche technique
- Auteurs : Maurice Hennequin et Pierre Veber
- Adaptation : Jean Poiret
- Mise en scène : Pierre Mondy
- Décors : Jacques Marillie
- Costumes : Francesco Smalto
- Genre : Vaudeville
- Date de la première représentation : 1913
- Date de la première adaptation de Jean Poiret : 5 novembre 1988 au Théâtre des Variétés à Paris

## Distribution
- Jacques Ciron : Raymond Musard, procureur de la République
- André Gaillard : Étienne Pascaud, premier Conseiller à la Cour
- Jean-Pierre Darras : Charles Rebuffard, président de Cour de Montgerbier
- Bernard Crombey : Jean-Pierre Pironi, conseiller à la Cour
- Marthe Mercadier : Fleur Rebuffard, épouse du président
- Grace de Capitani : Ramona, artiste de variétés
- Marie-Bénédicte Roy : Odile, employée de maison
- Roland Giraud : Christian Dubreuil, ministre de la Justice et Garde des Sceaux
- Maurice Vaudaux : Philippe de Chavrance, chef de cabinet du Ministre
- Franck Capillery : François, huissier de justice au Ministère
- Gérard Hernandez : Varlin, chef des huissiers de justice au Ministère
- Michel Bonnet : Templier, secrétaire du Garde des Sceaux
- Bunny Godillot : Jessica Miller, une comédienne [1]